# جون وليم هنري
جون وليم هنري الثاني (بالإنجليزية: John W. Henry) (ولد 13 سبتمبر 1949)، هو رجل أعمال ومستثمر أمريكي. أسس شركة جون دبليو هينري وشركاه (JWH). وهو الرئيس المالك الرئيسي لصحيفة بوسطن غلوب ونادي كرة القاعدة بوسطن ريد سوكس ونادي كرة القدم ليفربول. قامت مجلة فوربس بتقدير ثروته بـ‍$4 مليار. في نوفمبر 2012، أعلنت الشركة أنها ستتوقف عن إدارة أموال العملاء عند نهاية العام، وأكد جون هنري أن إجمالي الأوصول تح تصرق الإدارة سقط من $2.5 مليار في 2006 إلى أقل من $100 مليون في أواخر 2012.